# Choerodon graphicus
 Choerodon graphicus és una espècie de peix de la família dels làbrids i de l'ordre dels perciformes.

## Morfologia
Els mascles poden assolir els 51,5 cm de longitud total.

## Distribució geogràfica
Es troba des de Queensland (Austràlia) fins a Nova Caledònia.